# Paper Star
Paper Star (originaltitel: Paperitähti) är en finländsk-svensk dramafilm från 1989 i regi av Mika Kaurismäki och med manus av Kaurismäki och Antti Lindqvist. I rollerna ses bland andra Pirkko Hämäläinen, Kari Väänänen och Hannu Lauri.

## Om filmen
Inspelningen ägde rum i Helsingfors, Stockholm och på Österåkersanstalten med Kaurismäki som producent och Timo Salminen som fotograf. Filmen premiärvisades den 29 september 1989 på Filmstaden i Stockholm.

## Handling
En före detta framgångsrik finsk fotomodell lämnar fängelset efter att ha avtjänat ett fem månaders långt straff. Filmen summerar kvinnans hektiska liv på väg utför, bland annat hennes relation till en aggressiv och alkoholiserad fotograf/journalist och till en knarkhandlande kopplare.

## Rollista
- Pirkko Hämäläinen – Anna Kelanen
- Kari Väänänen – Ilja Kulovaara
- Hannu Lauri – Ulf Tallgren
- Matti Rasila – Taukka
- Minna Soisalo – Assi
- Soli Labbart – Sörkan Ruusu
- Tomi Salmela – detektiven
- Mirja Oksanen – Miss Wet T-shirt
- Tiina Björkman
- Mauri Sumén
- Peter Lindholm
- Arto Nyqvist – stuntman
- Juha Suur-Inkeroinen – stuntman

### Fotnoter
1. 1 2 3  ”Paper Star”. Svensk Filmdatabas. http://www.sfi.se/sv/svensk-filmdatabas/Item/?itemid=17207&type=MOVIE&iv=Basic&ref=/templates/SwedishFilmSearchResult.aspx?id%3d1225%26epslanguage%3dsv%26searchword%3dpaper+star%26type%3dMovieTitle%26match%3dBegin%26page%3d1%26prom%3dFalse. Läst 23 maj 2013.